# Architektenvollmacht
Die Architektenvollmacht regelt, inwieweit der Architekt für den Bauherrn bindende Erklärungen abgeben kann. Ist der Architekt nicht bevollmächtigt, dann ist er nach den allgemeinen Regelungen zur Vollmacht selbst verpflichtet (§ 179 BGB). Es sind allerdings im Einzelfall Ansprüche des Architekten gegen den Bauherrn aus Geschäftsführung ohne Auftrag oder auch Ansprüche gegen den Bauherrn aus ungerechtfertigter Bereicherung denkbar.

## Umfang der Vollmacht
Wie weit sich die Bevollmächtigung des Architekten erstreckt, ergibt sich zunächst aus der Bevollmächtigung des Architekten im Einzelfall und aus den individuellen Vereinbarungen zwischen den Parteien. Weiter ist aus dem Verhalten des Architekten bei Abgabe von Willenserklärungen zu fragen, ob er diese im eigenen Namen abgab oder im Namen des Auftraggebers. Mit anderen Worten, ob er eine eventuelle Vollmacht überhaupt in Anspruch nahm. Hierbei sind die gesamten Umstände zu berücksichtigen. Im Zweifel kann allerdings davon ausgegangen werden, dass der Architekt für den Bauherrn tätig sein wollte. Ein Anspruch aus berechtigter Geschäftsführung ohne Auftrag besteht etwa, wenn eine Maßnahme eilbedürftig war und der Bauherr nicht erreichbar war.

### Bevollmächtigung durch Architektenvertrag
Durch den Architektenvertrag und ohne weitere Bevollmächtigungen erhält der Architekt lediglich eine „Originäre Vollmacht“. Keinesfalls ist er durch eine Beauftragung als Architekt automatisch zur Vornahme aller Willenserklärungen, die zur Fertigstellung des Bauwerkes notwendig sind befugt.
Bei der Originären Vollmacht handelt es sich lediglich um eine Mindestvollmacht. Diese gilt bei Vertragsabschluss als konkludent, das heißt stillschweigend, vereinbart. Wie weit diese durch die Beauftragung des Architekten stillschweigend vereinbarte Bevollmächtigung geht, richtet sich nach dem Einzelfall. Insgesamt gibt es keine einheitliche und fest umrissene Architektenvollmacht in der Folge der Auftragserteilung an den Architekten. Selbst die üblichen Formularverträge für Architekten sehen ungenaue Regelungen vor.
Grundsätzlich nicht erfasst sind danach:
- Änderungen des bestehenden Vertragsgefüges zwischen Bauunternehmern und dem Bauherrn.[3] Dies betrifft etwa die Änderung des vertraglich vereinbarten Fertigstellungstermin.[4]
- Die Anerkennung von Werklohnforderungen.[5] Der Architekt ist ohne gesonderte Beauftragung nur befugt durch die Abzeichnung der Stundenlohnzettel die inhaltliche Richtigkeit anzuerkennen.[6]
- Die für den Bauherrn verbindliche Durchführung der Abnahme des Werkes von Bauunternehmern.[7]
- Die Beauftragung von Sonderfachleuten (wie z. B. Statikern, Sachverständige für Bodenuntersuchungen).[8]

## Duldungs- und Anscheinsvollmacht
Wie auch im sonstigen Geschäftsverkehr kann es auch bei Architekten zu einer Duldungs- oder einer Anscheinsvollmacht kommen. Eine Duldungsvollmacht liegt vor, wenn der Bauherr das Handeln des Architekten kannte und duldete. Hat der Bauherr den Architekten zwar nicht bevollmächtigt für ihn tätig zu werden, aber den Rechtsschein geschaffen, dass der Architekt für ihn tätig sein dürfe und durfte der Empfänger der Erklärungen des Architekten darauf vertrauen liegt eine Anscheinsvollmacht vor.